# Albrecht Bartsch
Albrecht Franz Friedrich Bartsch, auch Albrecht Johann August Friedrich Franz Christian Bartsch oder Albrecht Johann August Bartsch (* 14. Dezember 1802 in Schwerin; † 15. November 1860 in Warin) war ein deutscher evangelisch-lutherischer Geistlicher und Heimatforscher.

## Leben
Albrecht Bartsch war ein Sohn des Musikers und späteren Steuereinnehmers in Waren Carl Ludwig Bartsch (1775–1846) und dessen Frau Maria Elisabeth, geb. Schmidt, einer Tochter des Hofgärtners Hans Albrecht Schmidt. Er besuchte das Gymnasium Fridericianum Schwerin und begann im Mai 1821 sein Studium der Evangelischen Theologie an der Universität Rostock. Im Jahr darauf wechselte er an die Universität Leipzig. Hier wurde er in der Leipziger Burschenschaft aktiv und einer ihrer Vorsteher. Am 31. Oktober 1823 veranstaltete die Burschenschaft zur Feier des Reformationsfestes einen großen Kommers auf der Funkenburg. Der Rektor Gottfried Hermann hatte hierzu wie zu einer Rede von Bartsch die nachgesuchte Erlaubnis erteilt. Bartsch sprach dann vor mehreren Tausend Zuhörern auf dem Markt. An die Rede auf dem Markt schloss sich ein Fackelzug an, bei dem dem Rektor und dem Professor Heinrich Gottlieb Tzschirner ein Vivat ausgebracht wurde. Die Rede von Bartsch erregte Anstoß. Die Vorgänge führten zu einer neuen Untersuchung der Burschenschaft. Am 20. Dezember 1823 wurde Bartsch mit anderen wegen Teilnahme an verbotenen Verbindungen mit dem Consilium abeundi bestraft.
Bartsch ging zurück nach Mecklenburg und wurde nach seinem Examen zum Pastor ordiniert. Seine erste Stelle erhielt er 1826 in Wittenburg. 1829 ging er nach Lankow. Nach der Errichtung der Heil- und Pflegeanstalt Sachsenberg (der heutigen Carl-Friedrich-Flemming-Klinik) 1830 wurde er der erste Hausgeistliche der Anstalt. 1837 wurde er Assistent des Dompredigers Erbe am Schweriner Dom. Am 2. Februar 1839 wurde er dritter Domprediger. Ostern 1845 stieg er zum zweiten Domprediger auf. Daneben behielt er die Seelsorge von Sachsenberg bei.
Bartsch war ein geachteter Prediger. Großherzog Friedrich Franz II. notierte im Mai 1842 in seinem Tagebuch, dass Bartsch „im allgemeinen für mich ansprechend predigte“. Sein Lebenswandel gab allerdings offenbar Anlass zu Kritik. So charakterisierte Johann Hinrich Wichern 1843 in einem Brief an seine Frau Bartsch als „evangelisch predigend, wegen seines Wandels anrüchig, von großem Einfluss bei der vornehmen Welt“.
In der Stadtgesellschaft Schwerins und am Hof war Bartsch vielfältig präsent. So war er städtischer Deputierter im Armen-Collegium, im Vorstand der Städtischen Bürgerschule, Vorsteher der Waisenanstalt, Mitglied im Vorstand der Klein-Kinder-Warte-Schulen und im Vorstand der Industrieschule für angehende Dienstmädchen sowie Bibliothekar der Mecklenburg-Schwerinschen Bibelanstalt. 1842 gründete er mit dem Geheimen Ministerialrat Georg Störzel das Denkmalkomitee zur Errichtung des Paul-Friedrich-Denkmals. Bartsch hielt auch 1849 die Rede zur Einweihung des Denkmals.
Seine besondere Vorliebe galt der mecklenburgischen Geschichte. Er war „mehrerer alterthumsforschenden Gesellschaften correspondirendes Mitglied“. Ein gemeinsamer Aufruf von Bartsch und Georg Christian Friedrich Lisch vom Oktober 1834 führte am 17. Januar 1835 in Schwerin zur Gründung des Vereins für mecklenburgische Geschichte und Altertumskunde. Lisch wurde Erster Sekretär des Vereins und Bartsch bis 1843 Zweiter Sekretär. Als solcher war er von 1835 bis 1843 Bearbeiter der Quartals- und Jahresberichte des Vereins, die regelmäßig in den Jahrbüchern des Vereins erschienen.
1851 wurde Bartsch krankheitsbedingt emeritiert. Seinen Ruhestand verbrachte er in Warin, wo sein Bruder Friedrich (Ernst Carl) Bartsch (1808–1864) als Arzt tätig war. Hier starb er 1860, „nachdem seine geistige Thätigkeit schon vor Jahren gelähmt war“.
Er war seit 1832 verheiratet mit Eleonore Dorothee Elisabeth, geb. Schmidt (* 1811 in Ludwigslust; † 1878 in Rostock), Tochter des Ludwigsluster Garteninspektors (Barthold August) Joachim Schmidt und Patenkind der Kapellmeisterin (Eleonore) Sophia Maria Westenholz.

## Werke
- Das sechshundertjährige Jubelfest des Doms zu Schwerin am 15. Junius 1848 : ein Vorbereitungsblatt zu diesem Feste, für die Schweriner Domgemeinde. Schwerin: Sandmeyer 1848
- Das Denkmal Paul Friederichs zu Schwerin. Schwerin 1849
- Die Wariner Schützengilde : ihre Anfänge und ihre Geschichte bis zu ihrer zweihundertjährigen Stiftungsfeier im Jahre 1856. Schwerin: Bärensprung 1856